# Ramona (Oklahoma)
Ramona ist eine Stadt im Washington County, Oklahoma, Vereinigte Staaten.

## Geschichte
Die Stadt hieß zunächst Bon-Ton, wurde aber 1899 zu Ehren des gleichnamigen Romans von Helen Hunt Jackson in Ramona umbenannt.
Ramona war eine Ölstadt und eine Haltestelle der Santa-Fe-Eisenbahn. Als das Öl versiegte, gab es keinen anderen Wirtschaftszweig, der Ramona hätte ernähren können, und so begann die Stadt auszusterben. Abgesehen von einer Autowerkstatt, einer Bank, einer Arztpraxis, einem Diner und verschiedenen anderen kleinen Geschäften gibt es in der Stadt nur noch sehr wenige Unternehmen. 30 Jahre lang unterstand die Stadt der Zuständigkeit des Washington County Sheriff’s Office, nachdem die Polizeibehörde aufgelöst und der Polizeichef zu einer Gefängnisstrafe verurteilt worden war. Unter der Leitung des ehemaligen Bürgermeisters, des verstorbenen Robert Fiddler, wurde das Polizeirevier wieder eingerichtet. Der verstorbene William Fugate reparierte bzw. erneuerte die Wasserleitungen und erhielt von der Cherokee Nation einen Zuschuss für die Instandsetzung der Straßen. Die Stadt versorgt auch das Wal-Mart-Vertriebszentrum fünf Meilen nördlich der Stadt mit Erdgas.
Die Cherokee Nation eröffnete unter dem Bürgermeister Cyle Miller das Cherokee Casino Ramona an der U.S. Route 75 und der Road 3200, was der örtlichen Wirtschaft einen erheblichen Aufschwung bescherte. Dies führte dazu, dass Ramona einen beträchtlichen Teil des Umlandes annektierte und die Größe der eigentlichen Stadt Ramona erheblich vergrößerte.
Bei einem Leichtathletik-Meeting in Ramona erzielte der litauische Diskuswerfer Mykolas Alekna 2024 und 2025 jeweils neue Weltrekorde.